# Bounty Killer
Bounty Killer (Kingston, 12 de junio de 1972) es un cantante y deejay de reggae y dancehall de origen jamaiquino. Es el fundador de una colectividad del dancehall conocida como The Alliance junto a Mavado.

## Carrera

### Comienzo temprano
Nació en una familia de nueve, en Seaview Garden, un barrio pobre en las afueras de Kingston. Su padre salió del país para ganarse la vida. En su niñez, mientras caminaba por las vecindades de Kingston, quedó atrapado en un tiroteo y una bala lo hirió. Pasó varios días en el hospital, y allí decidió cambiar su nombre a Bounty Killa o Bounty Killer.

### Años noventa
A principios de los años noventa, Bounty Killer se animó por su amigo y DJ Boom Dandymite que sustentara alrededor el estudio del productor King Jammy en Kingston. Uno de los sencillos de Bounty Killer fue Coppershot. Esta canción le gustó a Johnny Wonder, importante figura en el reggae neoyorquino, quien la difundió en los mercados urbanos de los barrios pobres de Nueva York.
En 1993, Bounty Killer se volvió famoso en el festival anual Sting, que se realiza días después de la Navidad. En el Sting Festival de 1997 se ligó a puñetazos con otros músicos. Es conocida su rivalidad con Beenie Man.
En 1998, le pidieron su canción Deadly zone para la película Blade, pero finalmente no fue utilizada.
Bounty Killer interpreta reggae riddim, utilizando guitarras eléctricas y ningún piano riff. Ha expresado desdén por el estilo rap, que él llama «embarrassing to reggae» (una vergüenza ante el regue), aunque ha colaborado con los raperos Wu-Tang Clan y Mobb Deep.
En esos años, Bounty Killa grabó canciones como Defend the poor, Mama, Book, book, book, Babylon system y Down da ghetto. Empezó a ser reconocido en Estados Unidos y en Europa y realizó grabaciones con cantantes como
Masta Killa,
The Fugees,
Wyclef Jean,
Mobb Deep,
Capone-N-Noreaga,
No Doubt,
Swizz Beatz,
Busta Rhymes y
AZ.
En los años noventa lanzó muchos álbumes, mientras que en los años dos mil lanzó muchos sencillos.

### Años 2000
En el 2006, Bounty Killer firmó contrato con la empresa discográfica VP Records.
El 7 de noviembre de 2006 lanzó el álbum Nah no mercy - The warlord scrolls. Varios artistas jóvenes ―como Mavado, Vybz Kartel y varios otros miembros de The Alianza― han copiado su estilo.

## Controversias
En el año 2003 Price canceló 2 de sus conciertos en el Reino Unido luego de que el magazín LGBT Outrage le pidió a Scotland Yard su arresto por canciones contra los homosexuales. El cantante regresó a los escenarios en 2006 luego de un hiato de 3 años, desde entonces ha enfocado sus letras más en comentario social y canciones sobre fiesta, admitiendo que no le prestará más atención ni tampoco atacará a la comunidad gay en su música.

## Vida personal
Bounty Killer fue arrestado en varias oportunidades:
- En 2001, en el festival anual por la paz Reggae Sumfest, por una pelea a puñetazos con otro músico,
- En junio de 2006, Bounty Killer fue arrestado por la policía de Jamaica por golpear a la madre de su hijo, de quien estaba divorciado. La agresión fue realizada cuando vio a Julia Rambally, de 33 años, caminando con sus amigas hacia un baile. Bounty declaró que simplemente discutieron. Pero más tarde el médico comprobó que tenía muchos golpes en el rostro, que fue arrastrada por el piso y su cabeza fue golpeada contra una pared y finalmente la joven fue pateada en el suelo.
- En 2008, en el mismo festival, por incitación al asesinato.
- El 3 de febrero de 2009 por pasar siete semáforos en rojo en Kingston (Jamaica).
- En 2009 por negarse a tomar la prueba de alcoholemia al notar que estaba conduciendo alcoholizado a gran velocidad.[4]

## Discografía

### Álbumes
- 1994: Roots, reality & culture (VP Records).
- 1994: Jamaica’s most wanted (Greensleeves Records).
- 1994: Guns out (Greensleeves Records).
- 1994: Face to face (VP Records).
- 1994: Down in the ghetto (Greensleeves Records).
- 1995: No argument (Greensleeves Records).
- 1996: My Xperience (VP Records/TVT Records).
- 1997: Ghetto gramma (Greensleeves Records).
- 1998: Next millennium (VP Records/TVT Records).
- 1999: 5th element (VP Records).
- 2002: Ghetto dictionary: the mystery (VP Records).
- 2002: Ghetto dictionary: the art of war (VP Records).
- 2006: Nah no mercy: the warlord scrolls (VP Records).

### Sencillos

#### Sencillos de EE.UU.
| Año  | Título | Posición | Posición    | Álbum                                 |
| Año  | Título | Hot 100  | R&B/Hip-Hop | Álbum                                 |
| ---- | --- | -------- | ----------- | ------------------------------------- |
| 1994 | "You Don't Love Me (No, No, No) (World of Respect '94 Mix)" (Dawn Penn con Ken Boothe, Dennis Brown & Bounty Killer) | 58       | 42          | Come Again                            |
| 1997 | "Hip-Hopera" (con Fugees).                                                                                           | 81       | 54          | My xperience                          |
| 1998 | "Deadly Zone" (con Mobb Deep & Big Noyd)                                                                             | 79       | 48          | Next Millennium/Banda sonora de Blade |
| 2001 | "Hey baby" (No Doubt con Bounty Killer).                                                                             | 5        | —           | Rock steady                           |
| 2002 | "Guilty" (Swizz Beatz con Bounty Killer).                                                                            | —        | —           | Presents G.H.E.T.T.O. Stories         |
| 2005 | "P.S.A. B.K. 2004" (con Jay-Z).                                                                                      | —        | 75          | –                                     |

## Colaboraciones
- 2001: «Educated fools», en Halfway tree de Damian Marley.
- 2001: «Man a rise», en Journey to Jah de Gentleman.
- 2001: «Khaki suit», en Welcome to Jamrock de Damian Marley e Eek-a-mouse.
- 2008: «Controlando el area», en Caribbean Connection de Machete Music & Daddy Yankee.